# 吉峯英虎
吉峯 英虎（よしみね ひでとら、1954年10月22日 - ）は、日本の実業家。味の素冷凍食品株式会社代表取締役社長や、味の素株式会社アドバイザーを務めた。

## 人物・経歴
鹿児島県出身。鹿児島県立鶴丸高等学校を経て、1978年一橋大学法学部卒業、味の素入社。1997年国際経営開発研究所PEDコース修了。2001年から米国味の素冷凍食品初代専任社長。2008年味の素外食デリカ事業部長。
味の素アミノ酸コンシューマープロダクト部長を経て、2009年味の素執行役員。2011年から味の素冷凍食品代表取締役社長を務め、主力商品への集中や、組織改編を行うなどした。2019年退任、味の素アドバイザー。2021年わらべや日洋ホールディングス取締役。JA全農監事。

## 著書
- 『酒を愛し・酒に学ぶ』エクセレントローカル出版部 2021年